# Chonlanan Srikaew
Chonlanan Srikaew (Nan, 4 de junio de 1961) es un médico y político tailandés que actualmente se desempeña como líder de la oposición en la Cámara de Representantes de Tailandia desde el 23 de diciembre de 2021. Es líder del Partido Puea Thai desde el 28 de octubre de 2021.

## Primeros años de vida
Chonlanan nació el 4 de junio de 1961 en el subdistrito de Lai Nan, distrito de Wiang Sa, provincia de Nan. Se graduó con una licenciatura en medicina de la Facultad de Medicina de la Universidad Mahidol del Hospital Siriraj en 1986 y una maestría en Administración Pública del Instituto Nacional de Administración para el Desarrollo en 1999.
Chonlanan era médico en el Hospital Wiang Sa, distrito de Wiang Sa, provincia de Nan, y fue director del hospital Somdej Phra Yuparat Pua, distrito de Pua, provincia de Nan entre 1995 y 2000.

## Carrera política
Chonlanan fue elegido miembro de la Cámara de Representantes por primera vez en 2001 bajo el Partido Thai Rak Thai y actualmente se desempeña como miembro de la Cámara de Representantes de la provincia de Nan bajo el Partido Puea Thai. En 2004, fue nombrado Subsecretario del Ministro de Salud Pública y en 2005 Secretario del Ministro de Salud Pública bajo el mandato de Thaksin Shinawatra. Bajo el gobierno de Yingluck Shinawatra, Srikaew fue nombrado viceministro de Salud Pública el 27 de octubre de 2012 hasta junio de 2013. El 28 de octubre de 2021 fue elegido líder del Partido Puea Thai y el 23 de diciembre de 2021 fue designado como Líder de la Oposición en la Cámara de Representantes.